# Luisa Fernanda de Borbón, duquesa de Montpensier, amb mantilla
Luisa Fernanda de Borbón, duquesa de Montpensier, amb mantilla es una copia del segle XIX de l'obra original de Franz Xaver Winterhalter, Luisa Fernanda von Spanien (1832–1897), Herzogin von Montpensier. Pintada amb la tècnica d'oli sobre cartó, amb unes dimensions de 54x93 cm. Es conserva al Museu del Prado i te la seua procedència del Museu Nacional de Art Modern.
Luisa Fernanda de Borbó, va ser una infanta d'Espanya i duquessa de Montpensier per matrimoni. El seu retrat mostra la manera com es vestia la noblesa espanyola al segle XIX. La mantilla, un vel d'encaix o lli, era un accessori comú per a les dones nobles i de l'alta societat. Aquest retrat és una representació important de la moda i l'estil de vida de l'alta societat espanyola del segle xix. És una obra d'art que permet conèixer més sobre la cultura i la història d'aquesta època.
Va ser la segona i ultima filla de Fernando VII i de la princessa Maria Cristina de les Dues Sicílies. Va nàixer en el Palau Reial de Madrid el 30 de gener del 1832. Té una germana anomenada Isabel II, l'única que tenia accés al tron. Després de la mort del seu pare, Luisa Fernanda va passar a ser la heredera del tron, però mai la van considerar princessa d'Astúries.
Maria Cristina i el rey Lluís Felipe van considerar el matrimoni de Luisa Fernanda i el fill menor del monarca galó, amb tan sols catorze anys es va casar amb el príncep Antonio de Orleans.